# Franse en Indiaanse Oorlog
De Franse en Indiaanse Oorlog, ook bekend als Fransen- en Indianenoorlog (Engels: French and Indian War) of Fransindiaanse oorlog, is de Amerikaanse benaming voor het deel van de Zevenjarige Oorlog (1756-1763) dat zich afspeelde in wat nu Canada en het noordoosten van de Verenigde Staten is. Het was in dat gebied de laatste van vier koloniale oorlogen tussen de Fransen en de Engelsen. Aangezien het aantal Franse kolonisten volstrekt niet opwoog tegen dat van de Engelse (respectievelijk 60.000 tegenover 2 miljoen) waren de eersten genoodzaakt om een militair bondgenootschap aan te gaan met de lokale indiaanse bevolking.

## Geschiedenis
Het parlement van de kolonie Virginia liet in 1745 zijn oog vallen op de vallei van de Ohio, het woongebied van de volkeren van de Irokezen. De grond van Virginia begon door de tabaksteelt uitgeput te raken, dus was er nieuwe landbouwgrond nodig. Volgens het koninklijk charter reikte het grondgebied van de kolonie tot aan de Stille Oceaan, maar aan dat charter hadden de Fransen geen boodschap. Die wilden de Engelse kolonisten stoppen en hun eigen kolonies in Quebec en Louisiana met elkaar verbinden.
De vijandelijkheden begonnen in 1754 met een conflict tussen de Engelse en Franse kolonisten over de plaatsing van het Franse Fort Duquesne, gelegen in de vruchtbare Ohio Valley. De plaatsvervangend gouverneur van Virginia stuurde een compagnie van de militie onder aanvoering van kolonel George Washington naar het gebied. Daar werden de Fransen en inheemse krijgers op 28 mei 1754 in een hinderlaag gelokt, maar in de Slag bij Jumonville niet definitief verslagen.
Toen men er niet uitkwam startte de Britse generaal-majoor Edward Braddock een strafexpeditie tegen de Fransen en hun indiaanse bondgenoten. Hij werd echter verpletterend verslagen in de Slag bij Monongahela (1755). De oorlog verliep in de eerste jaren rampzalig voor de Britten. Zij waren niet gewend om te vechten in de Noord-Amerikaanse wouden en beschikten daarnaast over te weinig goed geoefende troepen. Bovendien raakten hun bevelhebbers na elke tegenslag dusdanig in paniek dat ze zich meteen terugtrokken in hun eigen forten. De Franse kolonisten daarentegen bleken geduchtere vechtjassen dan de Engelsen hadden gedacht en de indianen waren gewend om in de bosrijke omgeving te vechten.
De bekendste belegering is die van het Engelse Fort William Henry, dat in 1757 door de Fransen werd ingenomen. De belegering is bekend geworden door het boek The Last of the Mohicans van James Fenimore Cooper, dat ook is verfilmd. De overwonnen Britten kregen van de Fransen een vrije aftocht, maar werden op hun terugtocht keer op keer door de wraakzuchtige indianen aangevallen.
In 1758 kwamen zowel in Frankrijk als in Engeland twee nieuwe politieke leiders aan het roer. In Parijs was dat Étienne François de Choiseul, minister van buitenlandse zaken onder Lodewijk XV,  die volledig de nadruk op het Europese strijdtoneel legde. De nieuwe man in Londen heette William Pitt de Oudere, staatssecretaris onder George II. Hij was bereid ook militaire versterkingen naar Noord-Amerika te sturen.
Er verscheen daar een andere Britse bevelhebber ten tonele, de jonge generaal-majoor James Wolfe. Vastbesloten om de Fransen definitief uit Noord-Amerika te verdrijven begon hij een agressieve militaire campagne. Eerst veroverde hij in 1758 de belangrijke vestingstad Louisbourg en een jaar later wist hij de Fransen  beslissend te verslaan in de Slag om Quebec. Wolfe en zijn Franse tegenstander Montcalm kwamen beiden om. In 1760 gaven de Fransen de strijd definitief op. De Vrede van Hubertusburg (1763) maakte een einde aan hun koloniale heerschappij in Noord-Amerika ten oosten van de Mississippi.
In 1763 sloot Odaawaa-hoofdman Pontiac een los verbond tussen een aantal indiaanse stammen met als doel de Britten alsnog te verdrijven. Na een aantal aanvankelijke successen bloedde de opstand, bekend als Pontiac's Rebellion, na 1764 geleidelijk dood. In 1766 kwam het tot een formele vrede. De gevechten hadden de indiaanse stammen veel mensen gekost. In tegenstelling tot de opbloeiende blanke gemeenschappen kwamen ze deze klappen maar moeilijk te boven.